# مریم عبداللهی
مریم عبداللهی (زاده ۴ فروردین ۱۳۶۱، میانه) نمایندهٔ دورهٔ دوازدهم مجلس شورای اسلامی از حوزهٔ انتخابیهٔ میانه در استان آذربایجان شرقی است که با کسب ۲۱۴۶۹ رای به مجلس شورای اسلامی راه پیدا کرد.

## حادثه رانندگی
چند روز پس از برگزاری انتخابات مجلس شورای اسلامی در تاریخ ۱۵ اسفند ۱۴۰۲ خودروی شخصی مریم عبداللهی در جاده میانه به تبریز واژگون شد. مصدومین توسط اورژانس به بیمارستان برکت میانه اعزام شدند و آسیب جدی ای به وی وارد نشد.